# Гарнов, Сергей Владимирович
Серге́й Влади́мирович Гарнов (род. 4 мая 1957 года, Москва) — российский физик-экспериментатор, специалист в области лазерной физики и физики взаимодействия лазерного излучения с веществом. Член-корреспондент РАН (2016). Директор ИОФ РАН с 2018 года. Академик РАН (2025).

## Биография
В 1990 году защитил кандидатскую диссертацию «Пикосекундная лазерная фотопроводимость щелочно-галоидных кристаллов: исследования процессов многофотонного возбуждения и рекомбинации носителей», в 2001 году — докторскую диссертацию, тема: «Многофотонное возбуждение и рекомендация неравновесных носителей заряда в широкозонных кристаллах при воздействии пикосекундных лазерных импульсов».
Заместитель директора ИОФ РАН по научной работе, заведующий отделом колебаний, руководитель лаборатории лазерной спектроскопии.
28 октября 2016 года избран членом-корреспондентом РАН по Отделению физических наук.
С 2018 года — директор ИОФ РАН, стал преемником И. А. Щербакова на этом посту. Главный редактор журнала «Доклады Российской академии наук. Физика, технические науки» (с 2021).

## Научная деятельность
Специалист в области лазерной физики и физики взаимодействия лазерного излучения с веществом.
Основные научные результаты получены при исследованиях многофотонного поглощения света и сверхбыстрых фотоэлектронных процессов в твердых телах, процессов плазмообразования и оптического пробоя прозрачных диэлектриков и газов ультракороткими лазерными импульсами, высокотемпературных оптических и теплофизических свойств твердых тел, нелинейно-оптических свойств углеродных нанотрубок и графена, механизмов генерации импульсного излучения терагерцового и гигагерцового спектральных диапазонов.
В результате проведенных исследований впервые:
- зарегистрировано собственное (зона-зона) четырёхфотонное поглощение света в широкозонных кристаллах и измерены соответствующие сечения поглощения;
- обнаружена постионизация фемтосекундной лазерной плазмы газов и процесс генерации в ней второй (четной) гармоники фемтосекундных лазерных импульсов;
- экспериментально продемонстрирована возможность генерации сверхширокополосных электромагнитных импульсов фотокатодами большой площади при воздействии на них ультракоротких лазерных импульсов УФ- и видимого спектральных диапазонов;
- созданы лазерные источники импульсного терагерцового излучения ультракороткой длительности с рекордно высокой напряженностью электрического поля до 107 В/см.

Автор и соавтор более 200 научных работ, 1 монографии и 5 патентов РФ.